# Willi Hebler
Willi Hebler (Lebensdaten unbekannt) war ein deutscher Fußballspieler.

## Karriere
Hebler gehörte dem Berliner BC 03 an, für den er in den vom Verband Brandenburgischer Ballspielvereine organisierten Meisterschaften als Stürmer Punktspiele bestritt. Am Saisonende 1913/14 gewann er in einer zehn Vereine umfassenden Liga mit einem Punkt vor dem BFC Hertha 1892 die Berliner Meisterschaft – bis heute der einzige Titel in der Geschichte des Vereins.
Infolgedessen war seine Mannschaft in der Endrunde um die Deutsche Meisterschaft vertreten. Sein Debüt am 3. Mai 1914 auf dem Sportplatz an der Kaiserstraße in Berlin-Mariendorf gegen den FC Askania Forst krönte er beim 4:0-Sieg im Viertelfinale mit dem Treffer zum 2:0 in der 16. Minute. Das am 17. Mai 1914 auf dem Sportplatz am Ronhofer Weg in Fürth bei der gastgebenden SpVgg Fürth ausgetragene Halbfinale hingegen wurde mit 3:4 nach Verlängerung verloren.

## Erfolge
- Teilnehmer an der Endrunde um die Deutsche Meisterschaft 1914
- Berliner Meister 1914